# Lawrence McCormick
Lawrence James "Larry" McCormick, född 12 juli 1890 i Buckingham, Québec, död 30 december 1961 i Hyannis, USA, var en amerikansk ishockeyspelare som blev olympisk silvermedaljör i Antwerpen 1920.

## Meriter
- OS-silver 1920